# Fredrik Sundberg (sågverksägare)

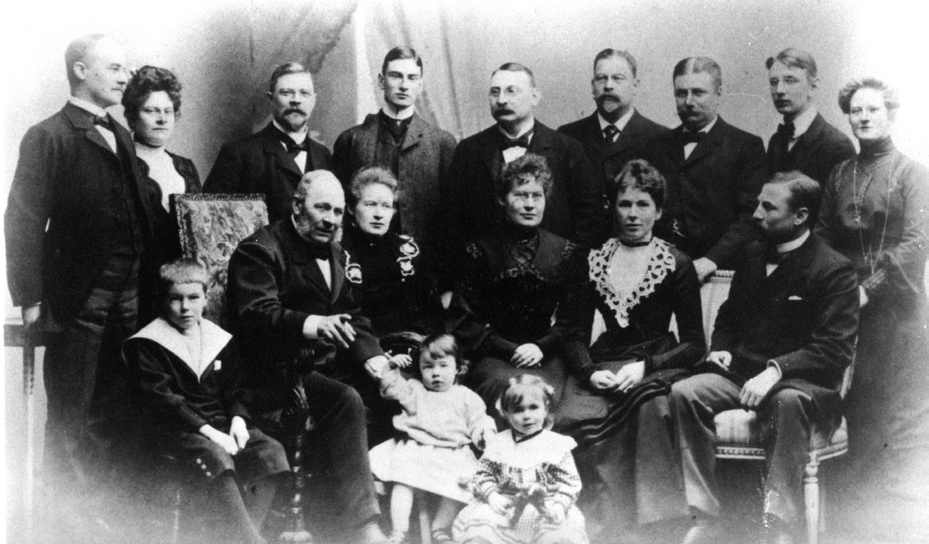
Fredrik Sundberg med familj 1904.

Fredrik Sundberg, född 19 september 1830 i Njurunda församling, Västernorrlands län, död 1 mars 1913 i Strängnäs stadsförsamling, begravd 16 mars 1913 i Sundsvall, var en svensk sågverksägare och trävaruhandlare.
Sundberg var ursprungligen mjölnare, men blev 1850 ägare av en sågkvarn i Kvarnsäter i Selånger. Han anlade tillsammans med brodern Gustaf Sundberg en bjälkgrop (timmerupplag) på Eriksdal, Alnö. 
År 1855 flyttade Fredrik Sundberg till Jämtland, först till Stugun och 1857 vidare till Kvarnbacken i Utanede i Fors socken, där hans tio år äldre bror Johan var smed. Sundberg etablerade sig som lanthandlare. År 1863 återvände han till Sundsvall och grundlade 1873 Stockviks sågverk.
Fredrik Sundberg blev far till bland andra Embleton Sundberg, morfar till borgarrådet Yngve Larsson och direktören Lennart Larsson, och farfar till professorn Halvar Sundberg.